# Завод хімії хлору в Таррагоні
Завод хімії хлору в Таррагоні – виробничий майданчик хімічного спрямування на північному сході Іспанії.
Наприкінці 1960-х в промисловій зоні на південь від Таррагони стали до ладу заводи, діяльність яких пов’язана з хімією хлору:
- в 1969-му компанія Aiscondel (дочірня компанія американської групи Monsanto) ввела в дію майданчик наразі відомий як Віла-Сека ІІ (Vila-Seca II). Він почав діяльність з установки прямого хлорування, а в 1977-му запустили виробництво, на якому дихлоретан (продукт хлорування етилену) перетворюють у мономер вінілхлорида (а потім у полівінілхлорид);
- в 1970-му компанія Energia e Industrias Arogonesos (EIASA) запустила електролізний завод, який наразі відомий як Віла-Сека І. Він, зокрема, продукував хлор та каустичну соду.
Якщо хлор Aiscondel могла отримувати від EIASA, то другий необхідний для виробництва дихлоретану компонент – етилен, виробляла в Таррагоні з 1960-х років установка парового крекінгу компанії Industrias Químicas Asociadas (IQA). Хоча в 1982-му вона припинила роботу, проте в 1977 та 1979 роках стали до ладу дві установки парового крекінгу компаній Repsol та Dow Chemical.
В 1985-му Aiscondel була інтегрована у EIASA, в 2005-му контроль над останньою отримав хімічний концерн Ercros (на той час також мав у Таррагоні завод етилацетату). Можливо відзначити, що Ercros міг забезпечувати поставки базової сировини — хлориду натрію — зі своєї копальні Кардона.
Первісно потужність заводу EIASA становила 48 тисяч тонн хлору на рік, проте вже у першій половині 1970-х була збільшена до 73 тисяч тонн. В подальшому завод пройшов через ще кілька етапів модернізації і станом на початок 2020-х міг продукувати 210 тисяч тонн хлору на рік. Крім того, майданчик Віла-Сека І може щорічно видавати 301 тисячу тонн каустичнох соди, 52 тисячі тонн гіпохлориту натрію, 49 тисяч тонн соляної кислоти та 6 тисяч тонн водню. В той же час Віла-Сека ІІ має потужність по 200 тисяч тонн мономеру вінілхлориду та полівінілхлориду.